# Антадзе, Мераб
Мераб Антадзе (груз. მერაბ ანთაძე; род. 4 августа 1952) — грузинский дипломат. и. о. министра иностранных дел Грузии (2003). Посол Грузии в Молдавии (с 2014) и на Украине (2007—2009). Президент Федерации регби Грузии.

## Биография
Окончил геологический факультет Тбилисского политехнического института. Работал инженером на железной дороге, в НИИ Кавказских полезных ископаемых.
С 1991 года работает в Министерстве иностранных дел Грузии. В ведомстве руководил рядом управлений и департаментов, в частности, управлением по отношениям с союзными республиками, был замдиректора департамента стран СНГ.
С 1997 по 1998 год работал в комитете по обороне и безопасности Парламента Грузии.
В ноябре 2003 года был и. о. министра иностранных дел Грузии.
В 2006—2007 годах — государственный министр по вопросам урегулированию конфликтов Грузии.
В 2007—2009 годах — Чрезвычайный и Полномочный Посол Грузии на Украине.
С 2014 года — чрезвычайный и Полномочный Посол Грузии в Молдавии, а также постоянный представитель Грузии при ГУАМ.

## Семья
Женат, имеет троих детей.